# 巴登-杜爾拉赫藩侯國

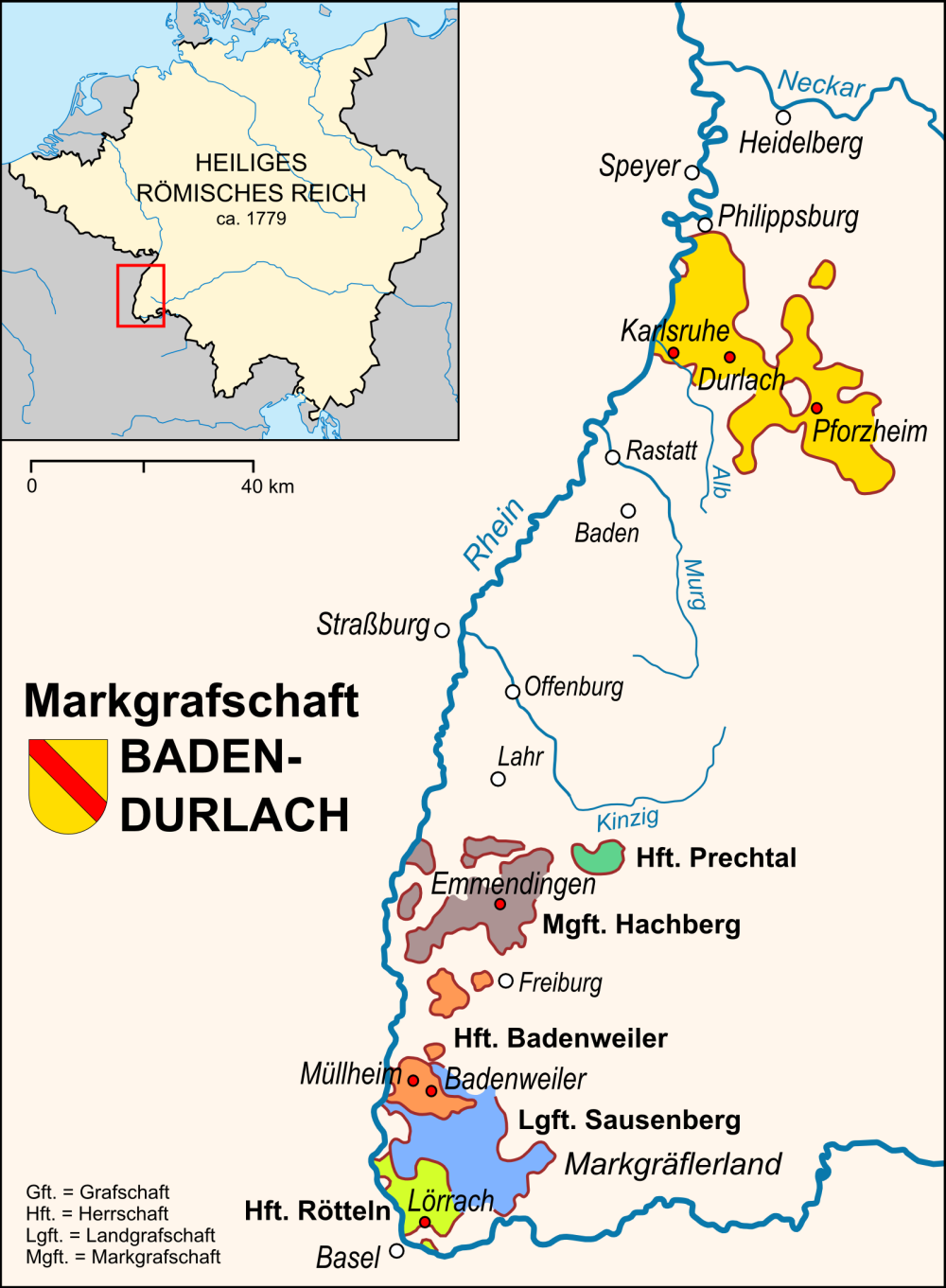
巴登-杜爾拉赫藩侯國疆域

巴登-杜爾拉赫藩侯國（德語：Markgrafschaft Baden-Durlach）是德國歷史上的一個藩侯國，由巴登家族統治。

## 藩侯
1. 恩斯特，1515年至1553年在位
2. 卡爾二世，1553年至1577年在位
3. 恩斯特·腓特烈，1584年至1604年在位
4. 格奧爾格·腓特烈，1604年至1622年在位
5. 腓特烈五世，1622年至1659年在位
6. 腓特烈六世，1659年至1677年在位
7. 腓特烈七世，1677年至1709年在位
8. 卡爾三世·威廉，1709年至1738年在位
9. 卡爾·腓特烈，1738年至1771年在位